# Phyllangia hayamaensis
Phyllangia hayamaensis är en korallart som först beskrevs av Katsuyuki Eguchi 1968.  Phyllangia hayamaensis ingår i släktet Phyllangia och familjen Caryophylliidae. Inga underarter finns listade i Catalogue of Life.